# Playthings of Passion
Playthings of Passion è un film muto del 1919 diretto da Wallace Worsley. Prodotto e distribuito dalla United Picture Theatres of America Inc. sotto la supervisione di Robert Brunton, aveva come interpreti Kitty Gordon, Mahlon Hamilton, Lawson Butt, Richard Rosson.

## Trama

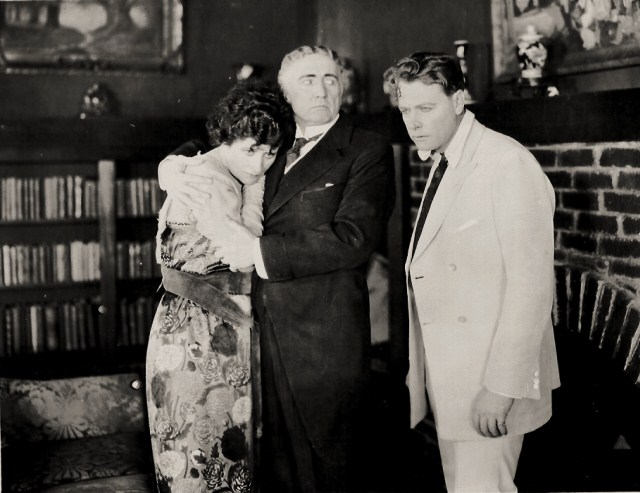
Kitty Gordon, un attore sconosciuto (non Lawson Butt) e Mahlon Hamilton

La ricca signora Rowland trascura il marito Henry preferendo dedicare il suo tempo agli impegni mondani e sociali. Rowland accetta di finanziare le iniziative benefiche di un pastore, John Sterling, un giovane ecclesiastico, a patto che la moglie ne segua le attività volte a migliorare le condizioni degli abitanti dei quartieri poveri. Helen si dimostra così partecipe alla causa missionaria del pastore che giunge a confessare al marito di essersi innamorata di Sterling. Henry cerca allora il modo di rovinare l'immagine del pastore agli occhi della moglie: Sterling, facendo finta di essere ubriaco, provoca in Helen un grande disgusto. La donna lo lascia e torna a casa dal marito che, pentito, ammette di avere usato quello stratagemma per amor suo. Helen, davanti a quella rivelazione, si rende conto di essere anche lei innamorata del marito.

## Produzione
Il film fu prodotto dalla United Picture Theatres of America Inc.

## Distribuzione
Distribuito dalla United Picture Theatres of America Inc., il film uscì nelle sale cinematografiche statunitensi l'8 giugno 1919 dopo essere stato presentato in prima a Los Angeles il 25 maggio 1919. In Pennsylvania, fu distribuito per ragioni di censura con il titolo Playthings of Fate.
Non si conoscono copie ancora esistenti della pellicola che viene considerata presumibilmente perduta.